# Övra Hjällsjön
Övra Hjällsjön är en sjö i Ljusdals kommun i Hälsingland och ingår i Ljusnans huvudavrinningsområde. Sjön har en area på 0,0878 kvadratkilometer och ligger 502,2 meter över havet.

## Delavrinningsområde
Övra Hjällsjön ingår i det delavrinningsområde (684823-144037) som SMHI kallar för Utloppet av Tandsjön. Medelhöjden är 500 meter över havet och ytan är 33,16 kvadratkilometer. Räknas de 15 avrinningsområdena uppströms in blir den ackumulerade arean 97,95 kvadratkilometer. Voxnan som avvattnar avrinningsområdet har biflödesordning 2, vilket innebär att vattnet flödar genom totalt 2 vattendrag innan det når havet efter 224 kilometer. Avrinningsområdet består mestadels av skog (74 procent). Avrinningsområdet har 4,69 kvadratkilometer vattenytor vilket ger det en sjöprocent på 14,1 procent.